# Dewar (cràter)
Dewar és un cràter d'impacte que es troba en la cara oculta de la Lluna. A menys d'un diàmetre del cràter al sud-sud-oest apareix el cràter Stratton, i Vening Meinesz es troba a poc més d'un diàmetre del cràter cap al nord-oest. La vora lleument gastada d'aquest cràter és més o menys circular, amb una petita protuberància cap a fora al llarg de la vora sud. El sòl interior està marcat per diversos impactes petits al llarg del costat oriental.

## Cràters satèl·lit
Per convenció aquests elements són identificats en els mapes lunars posant la lletra en el costat del punt mitjà del cràter que està més prop de Dewar.
|       | \| Dewar \| Coordenades \| Diàmetre \| \| ----- \| ------------------------------------ \| -------- \| \| E \| 2° 18′ S, 167° 48′ E / 2.3°S,167.8°E \| 15 km \| \| F \| 2° 48′ S, 167° 30′ E / 2.8°S,167.5°E \| 14 km \| \| S \| 3° 06′ S, 163° 54′ E / 3.1°S,163.9°E \| 23 km \| |          |
| Dewar | Coordenades | Diàmetre |
| E     | 2° 18′ S, 167° 48′ E / 2.3°S,167.8°E | 15 km    |
| F     | 2° 48′ S, 167° 30′ E / 2.8°S,167.5°E | 14 km    |
| S     | 3° 06′ S, 163° 54′ E / 3.1°S,163.9°E | 23 km    |